# Michaela Schanze
Michaela Schanze (* 30. März 1973 in Zwickau) ist eine deutsche Handballspielerin. Sie wurde 1993 mit der deutschen Nationalmannschaft Weltmeisterin.

## Vereinskarriere
Die 1,87 Meter große Torhüterin spielte bis zu ihrem Karriereende im Jahre 2009 für die Vereine HC Leipzig, SV Union Halle-Neustadt und Thüringer HC. Später schloss sie sich dem Verbandsligisten Schlotheimer SV an.

## Nationalmannschaft
Schanze bestritt in ihrer Länderspielkarriere 129 Spiele in der deutschen Nationalmannschaft. Der größte Erfolg in ihrer Länderspiellaufbahn war der Gewinn der Weltmeisterschaft 1993. Bei den Olympischen Spielen 1996 belegte sie mit der deutschen Auswahl den 6. Platz.

## Trainerin
Schanze trainierte ab 2012 eine Jugendmannschaft beim Thüringer HC. 2019 bereitete sie die Torhüterinnen der Bezirksauswahl HFA Nordthüringen auf die Landesauswahlsichtung vor.

## Erfolge
- Weltmeisterin: 1993
- Deutsche Meisterin: 1998, 1999, 2002
- DHB-Pokalsiegerin: 1996, 2000
- EHF-Pokalsiegerin: 1992